# Basilichthys microlepidotus
Basilichthys microlepidotus är en fiskart som först beskrevs av Jenyns, 1841.  Basilichthys microlepidotus ingår i släktet Basilichthys och familjen Atherinopsidae. IUCN kategoriserar arten globalt som otillräckligt studerad. Inga underarter finns listade.